# Havelock (Iowa)
Havelock es una ciudad ubicada en el condado de Pocahontas en el estado estadounidense de Iowa. En el Censo de 2010 tenía una población de 138 habitantes y una densidad poblacional de 93,81 personas por km².

## Geografía
Havelock se encuentra ubicada en las coordenadas 42°49′59″N 94°42′3″O / 42.83306, -94.70083. Según la Oficina del Censo de los Estados Unidos, Havelock tiene una superficie total de 1.47 km², de la cual 1.47 km² corresponden a tierra firme y (0%) 0 km² es agua.

## Demografía
Según el censo de 2010, había 138 personas residiendo en Havelock. La densidad de población era de 93,81 hab./km². De los 138 habitantes, Havelock estaba compuesto por el 92.75% blancos, el 0% eran afroamericanos, el 1.45% eran amerindios, el 0.72% eran asiáticos, el 0.72% eran isleños del Pacífico, el 0% eran de otras razas y el 4.35% pertenecían a dos o más razas. Del total de la población el 6.52% eran hispanos o latinos de cualquier raza.